# Pieter Leonard de Gaay Fortman
Pieter Leonard de Gaay Fortman (Elden, 17 december 1875 – Epe, 26 juli 1954) was een Nederlands militair en burgemeester.
De Gaay was een zoon van dominee Nicolaas Adriaan de Gaay Fortman (1845-1927) en Theodora Kocken (1850-1928). Hij was een oom van de latere minister Wilhelm Friedrich de Gaay Fortman. Hij studeerde rechten en werd kolonel bij de genie in het Koninklijk Nederlandsch-Indisch Leger.
De Gaay was lid van de ARP. Van 1920 tot 1923 was hij burgemeester van Bunschoten. Daarna was hij in 1923 een half jaar lang burgemeester van Ridderkerk en vervolgens van 1923 tot 1937 burgemeester van Dordrecht.
Hij handhaafde de Zondagswet strikt en legde openbare dansgelegenheden aan banden. Hij had diverse nevenfuncties en was onder meer voorzitter van de Rotary Club Dordrecht (1933-1934). Hij schreef in 1936 het boekje 25 jaren Jubal. 1911-1936. Tamboers- en pijperskorps Jubal afdeling der C.J.M.V. Dordrecht en was in 1938 co-auteur van Dordrecht zooals het is.
De Gaay werd meerdere keren koninklijk onderscheiden: Hij was ridder 4e klasse van de Militaire Willems-Orde (1903), ridder in de Orde van de Nederlandse Leeuw en officier in de Orde van Oranje-Nassau. Hij ontving daarnaast het Ereteken voor Belangrijke Krijgsbedrijven en de Erepenning voor Menslievend Hulpbetoon voor het met eigen levensgevaar redden van een kind.